# 神奇隊長
是一部2016年美國喜劇劇情片，由麥特·羅斯執導和編劇，維果·莫天森主演。
該片最初於2016年1月23日在日舞影展上首映。及後於第69屆坎城影展上的「一種注目」類別放映。美國於2016年7月8日上映，後來被國家評論協會選為「2016年十大獨立電影之一」。維高·摩天臣憑此片獲得金球獎、第89届奥斯卡金像獎、第70屆英國電影學院獎及美國演員工會獎最佳男主角的提名，赢得衛星獎最佳男主角。

## 劇情
故事敘述一個家庭在山中過著自給自足的自由生活，班·凱希（維果·莫天森 飾）與妻子萊斯利駕著露營車，帶著六個子女於華盛頓州的荒野中生活。夫婦二人對美國的生活及資本主義不再抱有幻想，並選擇向孩子灌輸荒野的存活技能、左翼政治及哲學思想，教育他們批判性思考，訓練他們自力更生、有健康的體魄，不使用科技引導他們，展示了與大自然共存的美麗。他們會慶祝「諾姆·杭士基日」而非聖誕節。
萊斯利由於患上躁鬱症需要住院治療，最終自殺身亡。班得知他的岳父傑克計劃為女兒舉行一場傳統的葬禮並埋葬她，儘管萊斯利希望自己死後被火化。兩人在電話裡爭論，傑克語帶威脅地說，如果班出席的話，他將會被捕。班最初決定不出席妻子的葬禮，並阻止孩子們前往，但後來改變想法，帶領孩子們開始一次踏出曠野的公路旅行。他們一家留在班的姐姐哈帕（凱薩琳·哈恩 飾）的屋中暫住，哈帕和丈夫試圖說服班，指出他的子女應該上學接受傳統教育，但班認為自己的子女比哈帕的更有教養。班與他的子女一同出席萊斯利的葬禮，宣講她的遺言，並吩咐家人把她火化，再把她的骨灰倒進馬桶沖去。作為此番言論的回應，傑克強行讓班離開。
班的子女們也開始質疑自己的父親與他的育兒技巧。其中，雷利安指責他沒有治療萊斯利，博德曼則指責父親在孩子們的成長過程中沒有為他們做好應對現今世界的準備，並向班展示母親萊斯利幫助他申請的常春藤盟校的大學錄取信。雷利安想跟外祖父母生活，傑克與妻子也想得到孩子們的監護權。薇絲派爬窗從外祖父母手上「營救」雷利安，卻從屋頂掉下來，險些把頸骨折斷。對此震驚和內疚的班，允許傑克帶走他的孩子。孩子們很快便與他們的祖父母建立關係，但當班離開時，孩子們跟著他。
孩子們希望完成母親的遺願，並說服班幫助他們把萊斯利的遺體從墓地掘出來。他們在優美的地方以自製的柴火，伴隨著他們的歌聲中進行火葬，然後他們把她的骨灰倒進機場的廁所沖去。博德曼離開家人去遊歷世界，去找屬於自己的地方，其餘的孩子則打理他們自家的農場。最後的場景是班正在廚房為孩子們做早餐，等待校車到達。

## 演員
- 維果·莫天森 飾 班·凱希（Ben Cash）
- Trin Miller 飾 萊斯利·阿比蓋爾·凱希（Leslie Abigail Cash）
- 喬治·麥凱 飾 博德曼·凱希（Bodevan "Bo" Cash）
- 莎曼沙·艾拉 飾 姬利·凱希（Kielyr Cash）
- 安娜麗絲·巴索 飾 薇絲派·凱希（Vespyr Cash）
- Nicholas Hamilton 飾 雷利安·凱希（Rellian Cash）
- Shree Crooks 飾 莎嘉·凱希（Zaja Cash）
- Charlie Shotwell 飾 奈·凱希（Nai Cash）
- 凱薩琳·哈恩 飾 哈帕（Harper）
- 史提夫·扎恩 飾 戴夫（Dave）

## 外部連結
- 開眼電影網上《神奇大隊長》的資料（繁體中文）
- 豆瓣电影上《神奇队长》的資料 （简体中文）
- 时光网上《神奇队长》的資料（简体中文）
- AllMovie上的资料（英文）
- 爛番茄上的資料（英文）
- Box Office Mojo上的資料（英文）
- TCM电影资料库上的资料（英文）
- Metacritic上的資料（英文）
- 互联网电影数据库（IMDb）上的资料（英文）